# Ламар (окръг, Тексас)
Вижте пояснителната страница за други населени места с името Ламар.
Окръг Ламар (на английски: Lamar County) е окръг в щата Тексас, Съединени американски щати. Площта му е 2414 km², а населението – 50 088 души (1 април 2020). Административен център е град Парис.